# Quillan
Quillan é uma comuna francesa na região administrativa de Occitânia, no departamento de Aude. Estende-se por uma área de 20,97 km². Em 2010 a comuna tinha 3 346 habitantes (densidade: 159,6 hab./km²). Em 1 de janeiro de 2016, a antiga comuna de Brenac foi fundida com Quillan.